# Tonla
Tonla est une ville Gban (Gagou), dans le centre-ouest de la Côte d'Ivoire, dans la région du Gôh, près de Oumé dont elle est une sous-préfecture. C'est une zone productrice de cacao et de café. Elle produit également des produits vivriers tels que la banane, le riz, l'igname et le manioc.